# Ján Poničan
Ján Poničan (Očová, 15 giugno 1902 – Bratislava, 25 febbraio 1978) è stato un poeta, scrittore, drammaturgo e traduttore slovacco.

## Biografia
Nacque nella famiglia dell'agricoltore Ondrej Poničan e di sua moglie Mária, nata Holíková. Dopo la morte dei genitori, fu adottato e allevato dallo zio avvocato Pavol Poničan. Frequentò le scuole a Banská Bystrica, fino al ginnasio classico ungherese, poi a Lučenec, ove conseguì la maturità. Proseguì gli studi all'Alta scuola tecnica di Praga, ma dopo due anni cambiò facoltà e si iscrisse a giurisprudenza, terminando gli studi nel 1927. Nel 1924 era entrato nel Partito Comunista Cecoslovacco. Fece parte del gruppo di intellettuali di sinistra DAV. Lavorò a Bratislava come praticante avvocato e per breve periodo anche a Zvolen. Dopo le lezioni in Unione Sovietica, dove si recò come capo della delegazione del Soccorso Rosso Internazionale, visitando Mosca e la Siberia (1931), tornò a Banská Bystrica e nello stesso anno fu processato e detenuto. L'anno successivo fu praticante avvocato nello studio di Vladimír Clementis, e nel 1933 poté aprire il proprio studio legale. Rappresentava soprattutto operai e comunisti. Proseguì nella professione fino al 1947, in seguito fu segretario dell'Ordine degli avvocati e notaio. A partire dal 1945 fu segretario e vicepresidente dell'Unione degli scrittori slovacchi; fra il 1958 e il 1959 fu a capo della redazione ungherese dell'Editrice slovacca di belle lettere (Slovenské vydavateľstvo krásnej literatúry), e dopo, fino al pensionamento (1964), fu direttore della stessa casa editrice.
Fu sposato prima ad Alžbeta Poničanová, nata Kindernayová, poi a Valéria, nata Gajarská.
A Očová si conserva la sua casa natale; le sue ceneri riposano al cimitero di Slávičie údolie.
Parte dei suoi manoscritti, degli epistolari e delle documentazione fotografica sono custoditi nell'archivio letterario della Matica slovenská.

## Produzione
Pubblicò i suoi primi versi su diversi giornali, fra cui Svojeť, Mladé Slovensko, Pravda chudoby, Hlas ľudu. Insieme con Andrej Sirácky, Daniel Okáli e Vladimír Clementis fondò nel 1924 il giornale DAV. Nelle sue poesie espresse le proprie opinioni politiche, gli entusiasmi rivoluzionari e proletari, ma anche la propria irrequietezza personale, motivi erotici e affettivi, impressioni da ambienti urbani (ad esempio Parigi) e anche tematiche sociali. Utilizzò la melodia delle immagini, la ricerca poetica delle rime. Oltre alla poesia, alla prosa e al teatro, tradusse drammaturghi delle letterature straniere, come i russi Sergej Aleksandrovič Esenin e Vladimir Vladimirovič Majakovskij, gli ungheresi Endre Ady e Sándor Petőfi e anche opere della letteratura bulgara.

## Opere

### Poesia
- 1923 – Som, myslím, cítim a vidím, milujem všetko, len temno nenávidím ("Sono, penso, sento e vedo, amo tutto e invidio solo un po'"), raccolta di poesie, che fu la prima raccolta di poesia proletaria slovacca
- 1929 – Demontáž ("Smontaggio"), raccolta di poesie
- 1932 – Večerné svetlá ("Luci della sera"), raccolta di poesie
- 1934 – Angara, raccolta di poesie (impressione dal viaggio in Siberia)
- 1937 – Póly ("I poli"), raccolta di poesie
- 1941 – Divný Janko ("Lo strano Giovannino"), poema (già pubblicato sul giornale Elán nel 1940)
- 1942 – Sen na medzi ("Sogno a metà")
- 1946 – Ivan Klas
- 1946 – Povstanie ("Insurrezione"), ciclo di poesie
- 1947 – Mesto ("La città"), poesia sul passato e sul presente di Bratislava
- 1949 – Na tepne čias ("Sulle arterie del tempo"), raccolta di poesie
- 1954 – Básne ("Poesie"), antologia
- 1958 – Riava neutícha ("Le rapide non tacciono"), raccolta di poesie
- 1962 – Ohne nad riekou ("Fuochi sul fiume"), antologia
- 1967 – Držím sa zeme, drží ma zem ("Mi tengo alla terra, mi trattiene la terra"), liriche sui viaggi in patria e all'estero
- 1972 – Špirála ľúbosť ("Spirale amore"), antologia
- 1973 – Hĺbky a diaľky ("Profondità e distanze"), raccolta di poesie

### Prosa
- 1935 – Stroje sa pohli ("S'avviano le macchine"), romanzo
- 1945 – Sám ("Da solo"), raccolta di racconti
- 1945 – Pavučina ("La ragnatela") (già concepito nel 1935), libero seguito del romanzo Stroje sa pohli
- 1945 – Hôrny kvet ("Fiore di montagna"), romanzo d'amore
- 1946 – Treba žiť ("Bisogna vivere"), romanzo
- 1949 – Z čias-nečias ("Dai tempi dei tempi"), raccolta di novelle storiche
- 1959 – Po horách-dolinách ("Per monti e per valli"), descrizione della bellezza naturale della Slovacchia
- 1960 – A svet sa hýbe ("E il mondo si muove")
- 1964 – Červená sedma ("Un sette rosso"), antologia
- 1973 – Jánošíkovci ("I Jánošík")
- 1975 – Búrlivá mladosť ("Gioventù tempestosa")
- 1979 – Dobyvateľ ("Il conquistatore")

### Drammi
- 1924 – Dva svety ("Due mondi") (pubblicato a puntate su Proletárska nedeľa)
- 1935 – Iskry bez ohňa ("Scintille senza fuoco")
- 1936 – Bačov žart ("Lo scherzo del pastore"), dramma radiofonico in versi
- 1936 – Vzbura na rozkaz ("Ribellione al comando")
- 1941 – Jánošík
- 1944 – Básnik a kráľ ("Il poeta e il re"), dramma radiofonico in versi
- 1945 – Vzbura žien ("La rivolta delle donne"), commedia radiofonica
- 1949 – Čistá hra ("Gioco pulito")
- 1958 – Štyria ("I quattro")
- 1962 – Všetkostroj ("La macchina universale"), dramma utopistico in versi (scritto negli anni 1930, pubblicato come antologia)
- Máje ("I maggi"), libretto, musicato da Bartolomej Urbanec

### Opere per bambini e ragazzi
- 1953 – Deti, deti, pozrite ("Bambini, bambini, guardate"), raccolta di poesie per bambini
- 1979 – Skaza hradu ("La rovina del castello"), romanzo storico per ragazzi (postumo)

### Traduzioni
- Molière: Il misantropo, L'avaro, Il tartufo
- Aleksandr Sergeevič Puškin: Il convitato di pietra, Mozart e Salieri, Il cavaliere avaro
- Friedrich Schiller: Guglielmo Tell
- Pedro Calderón de la Barca: La dama fantasma
- Carl Maria von Weber: Il franco cacciatore (traduzione del libretto)

## Riconoscimenti
- 1962 – Ordine del Lavoro
- 1971 – Artista nazionale